# EP u hokeju na travi 2005.
Europsko prvenstvo u hokeju na travi za muške 2005. se održalo u Njemačkoj, u Leipzigu (Lipskom).

## Sudionici
Sudionici su Belgija, Engleska, Francuska, Nizozemska, Njemačka, Poljska, Škotska i Španjolska.

## Rezultati
- za brončano odličje:

 Njemačka -  Belgija 9:1
- za zlatno odličje:

 Španjolska -  Nizozemska 4:2 

## Konačna ljestvica
| Mj. | Država     |
| --- | ---------- |
| 1.  | Španjolska |
| 2.  | Nizozemska |
| 3.  | Njemačka   |
| 4.  | Belgija    |
| 5.  | Francuska  |
| 6.  | Engleska   |
| 7.  | Poljska    |
| 8.  | Škotska    |

Naslov europskog prvaka je osvojila Španjolska.